# 우나스

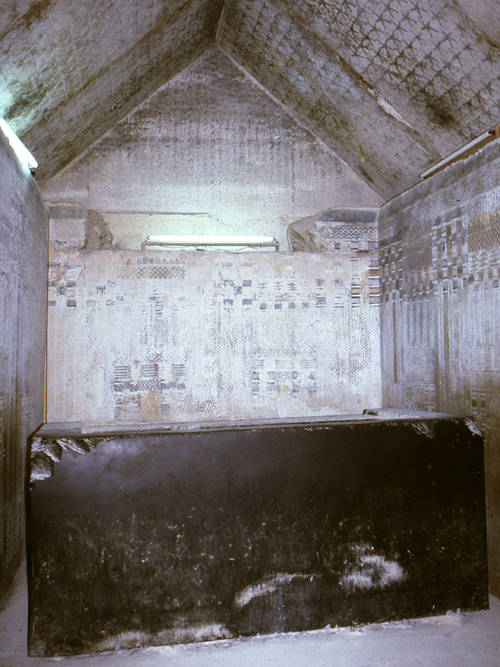

우나스는 이집트 제5왕조의 마지막 파라오이다. 웨니스라고도 한다.
우나스의 피라미드는 사카라 북부에 위치한다. 그의 피라미드 북쪽에는 조세르의 피라미드가 있다. 1881년 가스통 마스페로(Gaston Maspero)가 처음 발견했을 당시 피라미드 내부는 장식이 잘 되어 있었다. 이들 벽에 새겨진 장식 겸 글은 일명 "피라미드 텍스트"(Pyramid Texts)라고 불린다.
피라미드에 이르는 둑길에는 사냥, 항해, 무역 등을 주제로 한 갖가지 부조가 새겨져 있다. 여기에는 기근을 다룬 내용도 있다. 둑길의 남쪽 면에는 쿠푸의 배가 들어있던 것과 같은 배 구덩이가 두 개 발견되었다. 그러나 배는 발견되지 않았다.
19왕조의 대신관 카엠와세트가 우나스의 피라미드를 복구하고 새긴 비문이 남아 있다.
우나스는 30년 정도를 통치하고 사망하였다. 당시 후사가 없었기 때문에 테티가 이를 계승하고, 이집트 제6왕조가 시작된다.

## 피라미드 문서
우나스의 피라미드가 처음 발견되었을 때, 발견자들은 우나스의 피라미드에 세로로 적힌 이집트 상형문자가 뒤덮고 있는 것을 발견하였다. 이 글은 228개의 주문으로 이루어져 있고, 죽은 자의 저승길을 돕고자 하는 목적이 있었다. 우나스를 시작으로 이러한 형식의 글을 새겨넣는 것이 전통이 되었다. 제6왕조에서도 총 100여개가 넘는 주문이 발견되었다. 중왕국 시대에는 관에 새겨넣는 관 문서가 출현하였고, 신왕국 시대에는 '사자의 서' 파피루스가 이를 대체하였다.

## 참고 문헌
- 피터 클레이턴(Peter Clayton) 저, 정영목 역, 《파라오의 역사》, 까치, 2004

| 전임 제드카레 | 제9대 이집트 제5왕조의 파라오 기원전 2375년 ~ 기원전 2345년 | 후임 테티 |